# Szastinskij (stacja kolejowa)
Szastinskij (ros. Шастинский) – stacja kolejowa w pobliżu miejscowości Szastinskij, w rejonie oneskim, w obwodzie archangielskim, w Rosji. Położona jest na linii Biełomorsk – Obozierskij.